# Золотий глобус (76-та церемонія вручення)
76-та церемонія вручення нагород премії «Золотий глобус»

6 січня 2019 року
Найкращий фільм — драма: 
«Богемна рапсодія»
Найкращий фільм —
комедія або мюзикл: 
«Зелена книга»
Найкращий телесеріал — драма: 
«Американці»
Найкращий телесеріал —
комедія або мюзикл: 
«Метод Комінськи»
Найкращий мінісеріал або телефільм: 
«Вбивство Джанні Версаче: Американська історія злочинів»
< 75-та • Церемонії вручення • 77-ма >
76-та церемонія вручення нагород премії «Золотий глобус» за досягнення в галузі кінематографу та американського телебачення за 2018 рік відбулася 6 січня 2019 року в готелі Беверлі-Гілтон у Беверлі-Гіллз, штат Каліфорнія, США. Церемонія транслювалася в прямому ефірі на каналі NBC, її ведучими вперше виступили актори Сандра О та Енді Семберг.

## Перебіг церемонії
Номінанти цьогорічної церемонії були оголошені 6 грудня 2018 року в Лос-Анджелесі. Було також оголошено, що на цій церемонії «Золотий глобус» вперше вручатимуть за визначний внесок у телебачення. 11 грудня 2018 року було оголошено, що першою володаркою нагороди стане американська акторка, комедіантка і співачка Керол Бернетт. Її ж ім'я отримала і премія за визначний внесок у телебачення.

## Список лауреатів і номінантів

### Кіно
Фільми з найбільшою кількістю нагород та номінацій
| Фільм                               | Перемоги | Номінації |
| ----------------------------------- | -------- | --------- |
| • «Зелена книга»                    | 3        | 5         |
| • «Рома»                            | 2        | 3         |
| • «Богемна рапсодія»                | 2        | 2         |
| • «Влада»                           | 1        | 6         |
| • «Народження зірки»                | 1        | 5         |
| • «Фаворитка»                       | 1        | 5         |
| • «Якби Біл-стріт могла заговорити» | 1        | 3         |
| • «Перша людина»                    | 1        | 2         |
| • «Дружина»                         | 1        | 1         |
| • «Людина-павук: Навколо всесвіту»  | 1        | 1         |
| • «Чорна Пантера»                   | —        | 3         |
| • «Чорний куклукскланівець»         | —        | 2         |
| • «Мері Поппінс повертається»       | —        | 2         |
| • «Приватна війна»                  | —        | 2         |
| • «Острів собак»                    | —        | 2         |
| • «Зниклий хлопчик»                 | —        | 2         |
| • «Чи зможете Ви мені пробачити?»   | —        | 2         |
| • «Шалені багатії»                  | —        | 2         |

• Переможці вказані першими і виділені окремим кольором.
| Категорія                                   | Лауреати і номінанти                                                                       | Лауреати і номінанти                                                                      |
| ------------------------------------------- | ------------------------------------------------------------------------------------------ | ----------------------------------------------------------------------------------------- |
| Найкращий фільм — драма                     | • «Богемна рапсодія»                                                                       | • «Богемна рапсодія»                                                                      |
| Найкращий фільм — драма                     | • «Народження зірки»                                                                       |                                                                                           |
| Найкращий фільм — драма                     | • «Чорна Пантера»                                                                          |                                                                                           |
| Найкращий фільм — драма                     | • «Чорний куклукскланівець»                                                                |                                                                                           |
| Найкращий фільм — драма                     | • «Якби Біл-стріт могла заговорити»                                                        |                                                                                           |
| Найкращий фільм — комедія або мюзикл        | • «Зелена книга»                                                                           | • «Зелена книга»                                                                          |
| Найкращий фільм — комедія або мюзикл        | • «Влада»                                                                                  |                                                                                           |
| Найкращий фільм — комедія або мюзикл        | • «Мері Поппінс повертається»                                                              |                                                                                           |
| Найкращий фільм — комедія або мюзикл        | • «Фаворитка»                                                                              |                                                                                           |
| Найкращий фільм — комедія або мюзикл        | • «Шалені багатії»                                                                         |                                                                                           |
| Найкраща чоловіча роль — драма              |                                                                                            | • «Богемна рапсодія» — Рамі Малек за роль Фредді Мерк'юрі                                 |
| Найкраща чоловіча роль — драма              | • «Чорний куклукскланівець» — Джон Девід Вашингтон за роль Рона Сталворта                  |                                                                                           |
| Найкраща чоловіча роль — драма              | • «Ван Гог. На порозі вічності» — Віллем Дефо за роль Вінсента ван Гога                    |                                                                                           |
| Найкраща чоловіча роль — драма              | • «Народження зірки» — Бредлі Купер за роль Джексона Мейна                                 |                                                                                           |
| Найкраща чоловіча роль — драма              | • «Зниклий хлопчик» — Лукас Геджес за роль Джареда Емонса                                  |                                                                                           |
| Найкраща жіноча роль — драма                |                                                                                            | • «Дружина» — Гленн Клоуз за роль Джоан Каслмен                                           |
| Найкраща жіноча роль — драма                | • «Народження зірки» — Леді Гага за роль Еллі Мейн                                         |                                                                                           |
| Найкраща жіноча роль — драма                | • «Час відплати» — Ніколь Кідман за роль Ерін Белл                                         |                                                                                           |
| Найкраща жіноча роль — драма                | • «Чи зможете Ви мені пробачити?» — Мелісса Маккарті за роль Лі Ізраель                    |                                                                                           |
| Найкраща жіноча роль — драма                | • «Приватна війна» — Розамунд Пайк за роль Мері Колвін                                     |                                                                                           |
| Найкраща чоловіча роль — комедія або мюзикл |                                                                                            | • «Влада» — Крістіан Бейл за роль Діка Чейні                                              |
| Найкраща чоловіча роль — комедія або мюзикл | • «Мері Поппінс повертається» — Лін-Мануель Міранда за роль Джека                          |                                                                                           |
| Найкраща чоловіча роль — комедія або мюзикл | • «Зелена книга» — Вігго Мортенсен за роль Тоні Ліпа                                       |                                                                                           |
| Найкраща чоловіча роль — комедія або мюзикл | • «Стен та Оллі» — Джон Рейлі за роль Олівера Гарді                                        |                                                                                           |
| Найкраща чоловіча роль — комедія або мюзикл | • «Старий та пістолет» — Роберт Редфорд за роль Форреста Такера                            |                                                                                           |
| Найкраща жіноча роль — комедія або мюзикл   |                                                                                            | • «Фаворитка» — Олівія Колман за роль королеви Анни                                       |
| Найкраща жіноча роль — комедія або мюзикл   | • «Мері Поппінс повертається» — Емілі Блант за роль Мері Поппінс                           |                                                                                           |
| Найкраща жіноча роль — комедія або мюзикл   | • «Восьмий клас» — Елсі Фішер за роль Кейли Дей                                            |                                                                                           |
| Найкраща жіноча роль — комедія або мюзикл   | • «Таллі» — Шарліз Терон за роль Марло Моро                                                |                                                                                           |
| Найкраща жіноча роль — комедія або мюзикл   | • «Шалені багатії» — Констанс Ву за роль Рейчел Чу                                         |                                                                                           |
| Найкраща чоловіча роль другого плану        |                                                                                            | • «Зелена книга» — Магершала Алі за роль Дона Ширлі                                       |
| Найкраща чоловіча роль другого плану        | • «Чи зможете Ви мені пробачити?» — Річард Е. Грант за роль Джека Гока                     |                                                                                           |
| Найкраща чоловіча роль другого плану        | • «Чорний куклукскланівець» — Адам Драйвер за роль Фліпа Циммермана                        |                                                                                           |
| Найкраща чоловіча роль другого плану        | • «Влада» — Сем Роквелл за роль Джорджа Вокера Буша                                        |                                                                                           |
| Найкраща чоловіча роль другого плану        | • «Гарний хлопчик» — Тімоті Шалемей за роль Ніка Шеффа                                     |                                                                                           |
| Найкраща жіноча роль другого плану          |                                                                                            | • «Якби Біл-стріт могла заговорити» — Реджина Кінг за роль Шерон Ріверс                   |
| Найкраща жіноча роль другого плану          | • «Влада» — Емі Адамс за роль Лінн Чейні                                                   |                                                                                           |
| Найкраща жіноча роль другого плану          | • «Фаворитка» — Рейчел Вайс за роль Сари Черчилль                                          |                                                                                           |
| Найкраща жіноча роль другого плану          | • «Фаворитка» — Емма Стоун за роль Ебігейл Мешем                                           |                                                                                           |
| Найкраща жіноча роль другого плану          | • «Перша людина» — Клер Фой за роль Дженет Армстронг                                       |                                                                                           |
| Найкраща режисерська робота                 |                                                                                            | • «Рома» — Альфонсо Куарон                                                                |
| Найкраща режисерська робота                 | • «Народження зірки» — Бредлі Купер                                                        |                                                                                           |
| Найкраща режисерська робота                 | • «Чорний куклукскланівець» — Спайк Лі                                                     |                                                                                           |
| Найкраща режисерська робота                 | • «Влада» — Адам Мак-Кей                                                                   |                                                                                           |
| Найкраща режисерська робота                 | • «Зелена книга» — Пітер Фарреллі                                                          |                                                                                           |
| Найкращий сценарій                          |                                                                                            | • «Зелена книга» — Пітер Фарреллі, Нік Валлелонга, Браян Хейес Каррі                      |
| Найкращий сценарій                          | • «Фаворитка» — Дебора Девіс, Тоні Макнамара                                               |                                                                                           |
| Найкращий сценарій                          | • «Якби Біл-стріт могла заговорити» — Баррі Дженкінс                                       |                                                                                           |
| Найкращий сценарій                          | • «Рома» — Альфонсо Куарон                                                                 |                                                                                           |
| Найкращий сценарій                          | • «Влада» — Адам Мак-Кей                                                                   |                                                                                           |
| Найкраща музика                             |                                                                                            | • «Перша людина» — Джастін Гурвіц                                                         |
| Найкраща музика                             | • «Тихе місце» — Марко Бельтрамі                                                           |                                                                                           |
| Найкраща музика                             | • «Острів собак» — Александр Деспла                                                        |                                                                                           |
| Найкраща музика                             | • «Чорна Пантера» — Людвіг Йоранссон                                                       |                                                                                           |
| Найкраща музика                             | • «Мері Поппінс повертається» — Марч Шейман                                                |                                                                                           |
| Найкраща пісня                              | • «Народження зірки» — «Shallow» — Леді Ґаґа, Марк Ронсон, Ентоні Россомандо, Ендрю Ваятт  | • «Народження зірки» — «Shallow» — Леді Ґаґа, Марк Ронсон, Ентоні Россомандо, Ендрю Ваятт |
| Найкраща пісня                              | • «Чорна Пантера» — «All the Stars» — Кендрік Ламар, Ентоні Тіффіт, Ел Шакс, SZA, Sounwave |                                                                                           |
| Найкраща пісня                              | • «Пампушка» — «Girl in the Movies» — Доллі Партон, Лінда Перрі                            |                                                                                           |
| Найкраща пісня                              | • «Приватна війна» — «Requiem For a Private War» — Енні Леннокс                            |                                                                                           |
| Найкраща пісня                              | • «Зниклай хлопчик» — «Revelation» — Йонсі, Трой Сіван, Leland                             |                                                                                           |
| Найкращий анімаційний фільм                 | • «Людина-павук: Навколо всесвіту»                                                         | • «Людина-павук: Навколо всесвіту»                                                        |
| Найкращий анімаційний фільм                 | • «Мірай з майбутнього»                                                                    |                                                                                           |
| Найкращий анімаційний фільм                 | • «Острів собак»                                                                           |                                                                                           |
| Найкращий анімаційний фільм                 | • «Ральф-руйнівник 2: Інтернетрі»                                                          |                                                                                           |
| Найкращий анімаційний фільм                 | • «Суперсімейка 2»                                                                         |                                                                                           |
| Найкращий фільм іноземною мовою             | • «Рома» (Мексика)                                                                         | • «Рома» (Мексика)                                                                        |
| Найкращий фільм іноземною мовою             | • «Дівчина» (Бельгія)                                                                      |                                                                                           |
| Найкращий фільм іноземною мовою             | • «Капернаум» (Ліван)                                                                      |                                                                                           |
| Найкращий фільм іноземною мовою             | • «Крамничні злодюжки» (Японія)                                                            |                                                                                           |
| Найкращий фільм іноземною мовою             | • «Робота без авторства» (Німеччина)                                                       |                                                                                           |

### Телебачення
Телесеріали з найбільшою кількістю нагород та номінацій
| Фільм                                                      | Перемоги | Номінації |
| ---------------------------------------------------------- | -------- | --------- |
| • «Вбивство Джанні Версаче: Американська історія злочинів» | 2        | 4         |
| • «Метод Комінські»                                        | 2        | 3         |
| • «Американці»                                             | 1        | 3         |
| • «Гострі предмети»                                        | 1        | 3         |
| • «Дивовижна місіс Мейзел»                                 | 1        | 3         |
| • «Дуже англійський скандал»                               | 1        | 3         |
| • «Охоронець»                                              | 1        | 2         |
| • «Вбиваючи Єву»                                           | 1        | 2         |
| • «Втеча в Даннеморі»                                      | 1        | 2         |
| • «Повернення додому»                                      | —        | 3         |
| • «Баррі»                                                  | —        | 3         |
| • «Алієніст»                                               | —        | 2         |
| • «Жартую»                                                 | —        | 2         |
| • «Поза»                                                   | —        | 2         |
| • «Оповідь служниці»                                       | —        | 2         |
| • «У кращому світі»                                        | —        | 2         |

| Категорія                                                                | Лауреати і номінанти                                                                                 | Лауреати і номінанти                                                                              |
| ------------------------------------------------------------------------ | --- | ------------------------------------------------------------------------------------------------- |
| Найкращий серіал — драма                                                 | • «Американці»                                                                                       | • «Американці»                                                                                    |
| Найкращий серіал — драма                                                 | • «Вбиваючи Єву»                                                                                     |                                                                                                   |
| Найкращий серіал — драма                                                 | • «Охоронець» / Bodyguard                                                                            |                                                                                                   |
| Найкращий серіал — драма                                                 | • «Повернення додому» / Homecoming                                                                   |                                                                                                   |
| Найкращий серіал — драма                                                 | • «Поза» / Pose                                                                                      |                                                                                                   |
| Найкращий серіал — комедія або мюзикл                                    | • «Метод Комінські»                                                                                  | • «Метод Комінські»                                                                               |
| Найкращий серіал — комедія або мюзикл                                    | • «Баррі»                                                                                            |                                                                                                   |
| Найкращий серіал — комедія або мюзикл                                    | • «Дивовижна місіс Мейзел»                                                                           |                                                                                                   |
| Найкращий серіал — комедія або мюзикл                                    | • «Жартую»                                                                                           |                                                                                                   |
| Найкращий серіал — комедія або мюзикл                                    | • «У кращому світі»                                                                                  |                                                                                                   |
| Найкращий мінісеріал або телефільм                                       | • «Вбивство Джанні Версаче: Американська історія злочинів»                                           | • «Вбивство Джанні Версаче: Американська історія злочинів»                                        |
| Найкращий мінісеріал або телефільм                                       | • «Алієніст»                                                                                         |                                                                                                   |
| Найкращий мінісеріал або телефільм                                       | • «Втеча в Даннеморі» / Escape at Dannemora                                                          |                                                                                                   |
| Найкращий мінісеріал або телефільм                                       | • «Гострі предмети»                                                                                  |                                                                                                   |
| Найкращий мінісеріал або телефільм                                       | • «Дуже англійський скандал» / A Very English Scandal                                                |                                                                                                   |
| Найкраща чоловіча роль серіалу — драма                                   | | • «Охоронець» — Річард Медден за роль Девіда Бадда                                                |
| Найкраща чоловіча роль серіалу — драма                                   | • «Озарк» — Джейсон Бейтман за роль Мартіна «Марті» Берда                                            |                                                                                                   |
| Найкраща чоловіча роль серіалу — драма                                   | • «Повернення додому» — Стефен Джеймс за роль Волтера Круса                                          |                                                                                                   |
| Найкраща чоловіча роль серіалу — драма                                   | • «Поза» — Біллі Портер за роль Прея Телла                                                           |                                                                                                   |
| Найкраща чоловіча роль серіалу — драма                                   | • «Американці» — Метью Ріс за роль Філіпа Дженнінгса                                                 |                                                                                                   |
| Найкраща жіноча роль серіалу — драма                                     | | • «Вбиваючи Єву» — Сандра О за роль Єви Поластрі                                                  |
| Найкраща жіноча роль серіалу — драма                                     | • «Чужоземка» — Катріна Балф за роль Клер Фрейзер                                                    |                                                                                                   |
| Найкраща жіноча роль серіалу — драма                                     | • «Оповідь служниці» — Елізабет Мосс за роль Джун Осборн                                             |                                                                                                   |
| Найкраща жіноча роль серіалу — драма                                     | • «Американці» — Кері Расселл за роль Елізабет Дженнінгс                                             |                                                                                                   |
| Найкраща жіноча роль серіалу — драма                                     | • «Повернення додому» — Джулія Робертс за роль Гайді Бергман                                         |                                                                                                   |
| Найкраща чоловіча роль серіалу — комедія або мюзикл                      | | • «Метод Комінські» — Майкл Дуглас за роль Сенді Комінскі                                         |
| Найкраща чоловіча роль серіалу — комедія або мюзикл                      | • «Баррі» — Білл Гейдер за роль Баррі Беркмана                                                       |                                                                                                   |
| Найкраща чоловіча роль серіалу — комедія або мюзикл                      | • «Атланта» — Дональд Гловер за роль Ернеста «Ерна» Маркса                                           |                                                                                                   |
| Найкраща чоловіча роль серіалу — комедія або мюзикл                      | • «Жартую» — Джим Керрі за роль Джеффа                                                               |                                                                                                   |
| Найкраща чоловіча роль серіалу — комедія або мюзикл                      | • «Хто є Америка?» — Саша Барон Коен за ролі різних персонажів                                       |                                                                                                   |
| Найкраща жіноча роль серіалу — комедія або мюзикл                        | | • «Дивовижна місіс Мейзел» — Рейчел Броснахен за роль місіс Мейзел                                |
| Найкраща жіноча роль серіалу — комедія або мюзикл                        | • «У кращому світі» — Крістен Белл за роль Елеанор Шеллстроп                                         |                                                                                                   |
| Найкраща жіноча роль серіалу — комедія або мюзикл                        | • «Мерфі Браун» — Кендіс Берген за роль Мерфі Браун                                                  |                                                                                                   |
| Найкраща жіноча роль серіалу — комедія або мюзикл                        | • «Блиск» — Елісон Брі за роль Рут Вайлдер                                                           |                                                                                                   |
| Найкраща жіноча роль серіалу — комедія або мюзикл                        | • «Вілл і Грейс» — Дебра Мессінг за роль Грейс Адлер                                                 |                                                                                                   |
| Найкраща чоловіча роль мінісеріалу або телефільму                        | | • «Вбивство Джанні Версаче: Американська історія злочинів» — Даррен Крісс за роль Ендрю Кьюненена |
| Найкраща чоловіча роль мінісеріалу або телефільму                        | • «Геній: Пікассо» — Антоніо Бандерас за роль Пабло Пікассо                                          |                                                                                                   |
| Найкраща чоловіча роль мінісеріалу або телефільму                        | • «Дуже англійський скандал» — Г'ю Грант за роль Джеремі Торпа                                       |                                                                                                   |
| Найкраща чоловіча роль мінісеріалу або телефільму                        | • «Алієніст» — Даніель Брюль за роль доктора Ласло Крайцлера                                         |                                                                                                   |
| Найкраща чоловіча роль мінісеріалу або телефільму                        | • «Патрік Мелроуз» — Бенедикт Камбербетч за роль Патрика Мелроуза                                    |                                                                                                   |
| Найкраща жіноча роль мінісеріалу або телефільму                          | | • «Втеча в Даннеморі» — Патриція Аркетт за роль Тіллі Мітчелл                                     |
| Найкраща жіноча роль мінісеріалу або телефільму                          | • «Гострі предмети» — Емі Адамс за роль Камілли Прікер                                               |                                                                                                   |
| Найкраща жіноча роль мінісеріалу або телефільму                          | • «Брудний Джон» — Конні Бріттон за роль Дебри Ньюелл                                                |                                                                                                   |
| Найкраща жіноча роль мінісеріалу або телефільму                          | • «Розповідь» — Лора Дерн за роль Дженніфер Фокс                                                     |                                                                                                   |
| Найкраща жіноча роль мінісеріалу або телефільму                          | • «Сім секунд» — Реджина Кінг за роль Латріс Батлер                                                  |                                                                                                   |
| Найкраща чоловіча роль другого плану серіалу, мінісеріалу або телефільму | | • «Дуже англійський скандал» — Бен Вішоу за роль Нормана Скотта                                   |
| Найкраща чоловіча роль другого плану серіалу, мінісеріалу або телефільму | • «Метод Комінські» — Алан Аркін за роль Нормана Ньюлендера                                          |                                                                                                   |
| Найкраща чоловіча роль другого плану серіалу, мінісеріалу або телефільму | • «Баррі» — Генрі Вінклер за роль Джина Кузіно                                                       |                                                                                                   |
| Найкраща чоловіча роль другого плану серіалу, мінісеріалу або телефільму | • «Спадщина» — Кіран Калкін за роль Романа Роя                                                       |                                                                                                   |
| Найкраща чоловіча роль другого плану серіалу, мінісеріалу або телефільму | • «Вбивство Джанні Версаче: Американська історія злочинів» — Едгар Рамірес за роль Джанні Версаче    |                                                                                                   |
| Найкраща жіноча роль другого плану серіалу, мінісеріалу або телефільму   | | • «Гострі предмети» — Патрісія Кларксон за роль Адори Креллін                                     |
| Найкраща жіноча роль другого плану серіалу, мінісеріалу або телефільму   | • «Дивовижна місіс Мейзел» — Алекс Борштейн за роль Сьюзі Маєрсон                                    |                                                                                                   |
| Найкраща жіноча роль другого плану серіалу, мінісеріалу або телефільму   | • «Вбивство Джанні Версаче: Американська історія злочинів» — Пенелопа Крус за роль Донателли Версаче |                                                                                                   |
| Найкраща жіноча роль другого плану серіалу, мінісеріалу або телефільму   | • «Край «Дикий Захід» — Тенді Ньютон за роль Мейв Міллі                                              |                                                                                                   |
| Найкраща жіноча роль другого плану серіалу, мінісеріалу або телефільму   | • «Оповідь служниці» — Івонн Страховскі за роль Серени Джой Вотерфорд                                |                                                                                                   |

## Спеціальні нагороди
| Премія імені Сесіля Б. Де Мілля (Нагорода за внесок у кінематограф) |  | • Джефф Бріджес                                                                     |
| Премія імені Керол Бернетт (Нагорода за внесок у телебачення)       |  | • Керол Бернетт американська акторка, комедіантка і співачка                        |
| Посол «Золотого глобуса» (Символічний титул)                        |  | • Ісан Ельба донька актора Ідріса Ельби та його першої дружини Хенне «Кім» Норгаард |

## Цікавий факт
- Після церемонії, на деяких опублікованих фото знаменитостей, потрапила одна і та сама невідома дівчина в синій сукні. Трохи згодом з’ясувалось, що це була модель Келлет Катберт.[8]